# Cerkev sv. Primoža in Felicijana, Črna pri Kamniku
Cerkev sv. Primoža in Felicijana v Črni pri Kamniku je podružnična cerkev in romarsko središče
Cerkev stoji na Planini nad Črno pri Kamniku in je eden najpomembnejših spomenikov slovenske sakralne stavbne dediščine. Sedanja zgradba je bila v poznogotskem slogu zgrajena v zadnji četrtini 15. in v začetku 16. stoletja. Najbolj slovi po poznogotskih stenskih poslikavah, ki pa po svoji vsebini že odražajo miselnost renesančnega človeka.

## Zgodovina gradnje
Na mestu sedanje cerkve sv. Primoža in Felicijana je vsaj v 11. stoletju že stala enoladijska romanska cerkev sv. Radegunde z ravno zaključenim prezbiterijem. Sondiranja leta 1982 so pokazala, da so v zidovih današnje cerkve še ohranjeni njeni ostanki. V prvi polovici 13. stoletja so zahodno od cerkve postavili prostostoječ zvonik.
Viri cerkev prvič omenjajo leta 1396 kot kapelo. V listini, ki je tudi  prva priča romanj, je Papež Bonifacij IX.  9. julija tega leta podaril vsem obiskovalcem, ki so prispevali za cerkev, odpustke. Že takrat so tu hranili svetinje rimskih mučencev iz dobe cesarja Dioklecijana – svetega Primoža in Felicijana.
Cerkev je bila v dokumentih v zvezi z odpustki ponovno omenjena leta 1475, kar pa bi se lahko nanašalo tudi na posvetitev cerkve (po morebitnem turškem onečaščenju). Okrog leta 1471, v času turških vpadov, so namreč kamniški meščani relikvije prenesli na varno v cerkev sv. Jakoba v utrjenem Kamniku. Lahko pa bi se omemba nanašala tudi na dokončanje pomembnejše gradbene faze, saj so tedaj že gradili novo cerkev. Negotovost glede časa njenega dokončanja povzroča letnica na ladijskem oboku, ki jo strokovnjaki berejo kot 1472 ali 1459 ali 1479. Glede na druge dvoranske cerkve na Gorenjskem in glede na slogovni značaj stavbne plastike je najbolj verjetna letnica 1479. Listina, v kateri je posvetitev cerkve izrecno omenjena, je datirana z letnico 1492. Do leta 1507 so k ladji dogradili prezbiterij in kasneje k prezbiteriju tudi zakristijo. S tem je cerkev v glavnem dobila današnji izgled. Bila je tudi že poslikana.

## Zgradba
Cerkev, ki je na zahodu prislonjena ob stari zvonik, obsega dvoladijsko dvoransko stavbo z zvezdastimi oboki, s korom (prezbiterijem) in zakristijo. Vrsta štirih stebrov deli prostor za vernike v dve ladji s po petimi obočnimi polami (travejami), vsaka je obokana z osmerorogeljno zvezdo. Tlak je v zadnji traveji dvignjen za stopnico. Na vzhodu se ladja nadaljuje v nekoliko ožji prezbiterij (kor), katerega os je skupaj s slavoločno steno za kakih 5 stoponj zamaknjena proti severu. Prezbiterij je zgoraj zaključen z rombastim obokom, katerega značilnost je, da potekajo prečna rebra neprekinjeno po vsej širini. Prezbiterij je na južni strani okrepljen s tremi zunanjimi oporniki, na severni strani pa je obenj naslonjena zakristija. V nasprotju z razčlenjeno zunanjostjo prezbiterija pa je ostenje ladje na zunanji strani gladko, predira ga le pet šilastih oken in vhodni portal.
Cerkev je pomembna tudi zardi dokaj kvalitetne stavbne plastike: stebri imajo preproste kapitele v obliki prstanov, ki so okrašeni z listnim ornamentom, vsa stikališča reber pa so prekrita s sklepniki, med katerimi so tudi figuralni.

## Freske
Umetnostno zgodovinsko so v cerkvi najpomembnejše freske, ki po splošnem mnenju sodijo med najzanimivejše in najkvalitetnejše stenske poslikave v Sloveniji.
Južno steno ladje prekriva dvanajst prizorov iz Marijinega življenja, po štirje na eni stenski poli. Med njimi je ikonografsko zlasti zanimiv prizor Marijinega tkanja tempeljskega zastora, ki je v stenskem slikarstvu izjemno redko upodobljeni motiv. V ostenju ob treh oknih je šest celopostavnih figur svetnic. Zgoraj pod obokom so v naslikanem krogovičju simboli evangelistov ter kranjski deželni in cesarski grb, v spodnjem pasu pa predstavlja redkost upodobitev pod stopnicami spečega Aleša, zavetnika romarjev.
Poslikava severne stene se začne nad pevskim korom z upodobitvijo pokola nedolžnih otrok. Nadaljuje se s prikazom legende o pohodu Svetih treh kraljev, od slovesa od Heroda do poklona Jezusu; slikar je vključil številne žanrske detajle (kuhar s košaro z jajci, vojaki, spremljevalec, ki pije iz čutare...). Sledi t. i. kužna slika ali slika nadlog, ki so težile Slovence v začetku 16. stoletja (od turških vdorov, kobilic, bolezni, roparjev do upanja v božje posredovanje); slika je kombinirana s Kristusom Trpinom in Marijo, ki s svojim palijem ščiti predstavnike tedanje družbe (na Marijini levi je med predstavniki posvetne družbe razpoznaven cesar Maksimilijan I.). Naprej proti vzhodu je v iluzionistično naslikani niši upodobljen sveti Erazem.
V naslikanem okviru Erazmove podobe je letnica 1504, ki datira leto poslikave. Teže je razložiti monogram poleg nje, sestavljen iz črk VF. Zelo verjetno je to podpis slikarja Vida,
ki je v prvih dveh desetletjih 16. stoletja deloval v Kamniku in je morda identičen z mojstrom kranjskega oltarja; mnenja strokovnjakov se pri tem razhajajo.
- freske na južni steni ladje
- prizori iz Marijinega življenja (oznanenje, Marijina poroka, obiskovanje, Jezusovo rojstvo)
- sveta Elizabeta v ostenju ob oknu
- sestavljena slika fresk na severni steni ladje
- Marija, zaščitnica cerkvene in posvetne družbe (detajl)
- motiv kraljevega preiskujočega pogleda[11] (detajl)

Freske so v zadnjih dveh stoletjih restavrirali trikrat: leta 1840 (Kurz pl. Goldenstein), leta 1912 (Matej Sternen) in leta 1963 (Izidor Molè s sodelavci). Verjetno pa so bile prvič restavrirane že leta 1592, na kar napeljuje monogram EW, podpis ljubljanskega slikarja Eliasa Wolfa starejšega, ki se nahaja ob letnici 1592 na borduri pod pohodom Treh kraljev. Njegova preslikava je najočitnejša v figurah konja srednjega kralja in njegovega spremljevalca, ki s svojo plastičnostjo in izrednim realizmom daleč presegata slogovno stopnjo umetnosti na prehodu v renesanso, ki sicer določa ostalo poslikavo.
Kakor koli, freske pri sv. Primožu so izjemna ikonografska celota, ki zlasti po svoji vsebini bogati dotedanjo vsakdanjo resničnost gotskega realizma na Slovenskem. Tipi, kretnje, izrazi sodelujočih oseb so novi. Prizori iz Marijinega življenja vključujejo veliko intimnosti in kužna slika pove veliko o stiskah takratnega življenja. Freske so kljub številnim restavracijam in derestavracijam ohranila tudi veliko svojega prvotnega slogovnega značaja. .

## Oprema in kasnejše spremembe
Leta 1597 je tedanji kamniški župnik prosil patriarha iz Ogleja, naj dovoli, da relikvije dveh svetnikov prenesejo nazaj v cerkev sv. Primoža in Felicijana. Odgovor je prišel šele leta 1628, ko je bilo odrejeno, naj del svetinj ostane v frančiškanski cerkvi v Kamniku, drugi del pa naj se v slovesni procesiji odnese na goro in položi na staro mesto. Tedaj so v cerkev postavili veliki, v lesu rezljani, pozlačeni oltar, kakovosten primerek dekorativnega manierizma, ki je eden najstarejših zlatih oltarjev na Slovenskem; izdelavo pripisujejo G. B. Costi.
Ikonografsko je zanimiva na platno slikana podoba iz leta 1632, ki v 24 prizorih ilustrira legendo o mučeništvu sv. Primoža in Felicijana.
V letih 1655 in 1656 je cerkev dobila stranska zlata oltarja, ki stojita ob slavoločni steni in sta delo lokalnih rezbarjev. Sočasni oltar, ki hrani relikvije cerkvenih zavetnikov, je izdelek drugega mojstra; danes stoji v zahodnem delu južne ladje pod kamnitim gotskim baldahinom; ta je kamnoseško delo prve kamniške stavbarnice in je izjemen primerek nagrobne arhitekture na Slovenskem.
Leta 1680 so bile na zidani pevski kor postavljene orgle, delo mojstra Janeza Fullerja; so najstarejši tak inštrument znanega avtorja na Slovenskem.
V prvi polovici 18. stoletja so preoblikovali portale in nekaj oken, vstavili nov kor ter zgradili še en zvonik, ki je prostostoječ. Tedaj so nastale tudi korne klopi in prižnica. Znani ljubljanski baročni slikar Valentin Metzinger je za prižnico, po naročilu kamniškega župnika in ljubljanskega akademika Maksimilijana Leopolda Raspa, leta 1742 naslikal 6 tabel s podobami evangelistov in Marije. Med njimi izstopa cvetlično tihožitje z monogramom Maksimilijana Leopolda Raspa.   Delo Valentina Mezingerja je tudi poslikava klopi v prezbiteriju.
- glavni oltar
- oltar pod baldahinom, z relikvijami sv. Primoža in Felicijana
- platno s 24 podobami iz legende o mučeništvu sv. Primoža in Felicijana
- paneli Valentina Metzingerja na prižnici